# Trinley Thaye Dorje
Trinley Thaye Dorje, (Tibetano: ཕྲིན་ལས་མཐའ་ཡས་རྡོ་རྗེ་ , Wylie: Phrin-las Mtha'-yas Rdo-rje) (Lhasa, 6 maggio 1983), è un Lama tibetano, riconosciuto da molti fedeli come la reincarnazione del 16° Karmapa, Rangjung Rigpe Dorje, capo della scuola Karma Kagyu, una delle quattro principali del Buddismo tibetano.
La sua nomina a 17° Karmapa, avvenuta nel marzo del 1994, ha ingrandito un'annosa controversia, visto che un anno prima era stato nominato a tale ufficio un altro Lama, Ogyen Trinley Dorje.

## Biografia
Trinley Thaye Dorje è figlio di Mipham Rinpoche, la reincarnazione di un importante Lama della scuola Nyingmapa, e di Dechen Wangmo, appartenente ad una nobile famiglia che, secondo un'antica tradizione orale, discende dal leggendario re Gesar di Ling. Prima della nascita di Trinley Thaye Dorje, la madre sognò che delle ragazze (dakini) si avvicinarono a lei e la più bella le offrì gli Otto Simboli di Buon Auspicio dicendole: "Tu sarai la madre di un Buddha". All'età di sei mesi, il bambino iniziò a dire alle persone che lo circondavano di essere la reincarnazione del Karmapa.
Nel 1988 il 14° Shamar Rinpoche, capo del lignaggio Shamarpa, il secondo più importante tra quelli dei Kagyupa dopo quello dei Karmapa, si recò in incognito a Lhasa per capire se Thaye Dorje, che gli era apparso in sogno, fosse la reincarnazione del Karmapa. All'inizio del 1994 Thaye Dorje e la sua famiglia fuggirono dal Tibet diretti in Nepal e quindi in India, dove Shamar Rinpoche lo riconobbe ufficialmente come il 17° Gyalwa Karmapa al Karmapa International Buddhist Institute di Nuova Delhi in India il 17 marzo dello stesso anno.

### Educazione orientale ed occidentale
In seguito, il Karmapa iniziò un periodo di intenso addestramento monastico, durante il quale ricevette gli insegnamenti di alcuni tra i più rinomati accademici buddisti tibetani ed indiani, tra cui il 14° Shamar Rinpoche, il Professor Sempa Dorje e Khenpo Chödrak Tenphel. Thaye Dorje fu insignito del titolo di Vidhyadhara (Detentore della Conoscenza) dal 14° Shamarpa nel dicembre del 2003 al Karmapa International Buddhist Institute.
In concomitanza con l'addestramento tradizionale buddista, Karmapa Thaye Dorje ha ricevuto un'educazione occidentale e moderna da docenti inglesi ed australiani ed un'intensa introduzione alla filosofia occidentale dal Professor Harrison Pemberton della statunitense Washington and Lee University.
Il Karmapa vive a Kalimpong, nello stato del Bengala in India, dove approfondisce l'educazione tradizionale richiesta al detentore del titolo di Karmapa. Il 17 maggio 2006 Thaye Dorje è stato ufficialmente nominato erede legale ed amministrativo di Rangjung Rigpe Dorje, il 16° Karmapa, e può quindi disporre del monastero di Rumtek nel Sikkim, ma data la controversia insorta con la nomina di un altro Karmapa e non ancora risolta, il suo quartier generale rimane a Kalimpong.

### Matrimonio e primo figlio
Come comunicato sul suo sito internet, il 17° Karmapa Trinley Thaye Dorje si è sposato a Delhi il 25 Marzo 2017 con una sua amica di infanzia, Sangyumla Rinchen Yangzom. Pur mantenendo a pieno titolo il ruolo di capo della scuola Karma Kagyu, il 17° Karmapa ha delegato la condotta delle ordinazioni monastiche ad uno dei più importanti Lama del lignaggio, il 4° Jamgon Kongtrul Rinpoche, Karma Mingyur Dragpa Senge.  La coppia ha comunicato la nascita del loro primo figlio, Thugsey, avvenuta l'11 Agosto 2018 in Francia. Thrinley Thaye Dorje ha così deciso di seguire l'esempio di due dei suoi predecessori, entrambe divenuti genitori: il 10° Karmapa Chöying Dorje ed il 15° Karmapa Khakyab Dorje. Quest'ultimo aveva avuto tre figli, due dei quali riconosciuti in seguito come il 2° Jamgon Kongtrul Rinpoche ed il 12° Shamarpa, Tugsay Jamyang Rinpoche.

## La controversia del XVII Karmapa
La successione al titolo di Karmapa è tuttora soggetta ad una controversia.